# Staurastrum quadricuspinatum
Staurastrum quadricuspinatum là một loài Song tinh tảo trong họ Desmidiaceae, thuộc chi Staurastrum.